# Eremichthys acros
Eremichthys acros är en fiskart som beskrevs av Hubbs och Miller, 1948. Eremichthys acros ingår i släktet Eremichthys och familjen karpfiskar. IUCN kategoriserar arten globalt som sårbar. Inga underarter finns listade i Catalogue of Life.